# An Dae-hyun
An Dae-hyun est un lutteur sud-coréen spécialiste de la lutte gréco-romaine né le 28 octobre 1962.

## Biographie
Lors des Jeux olympiques d'été de 1988, il remporte la médaille de bronze en combattant dans la catégorie des -62 kg.